# کیم جونگ ایل
کیم جونگ ایل (به کره‌ای: 김정일) (۱۶ فوریه ۱۹۴۱، روستای ویاتسکو در شوروی، منابع حکومتی: منطقه بیدو در کره شمالی ۱۶ فوریه ۱۹۴۲ – ۱۷ دسامبر ۲۰۱۱ میلادی) از ۱۹۹۴ تا ۲۰۱۱ رهبر کره شمالی بود. او ریس کمیسیون دفاع ملی کره شمالی، فرمانده کل ارتش خلق کره شمالی و دبیرکل حزب کارگران کمونیست کره بود. جونگ ایل پس از مرگ پدرش کیم ایل سونگ بنیانگذار کره شمالی در سال ۱۹۹۴ میلادی، جانشین او شد.
رایجترین لقب محاوره‌ای داده‌شده به کیم در دوران حکومتش «رهبر عزیز» بود تا از پدرش کیم ایل-سونگ، «رهبر بزرگ» متمایز شود. دولت کره شمالی در ۱۹ دسامبر ۲۰۱۱ اعلام کرد او دو روز پیشتر مرده‌است و پسر سوم او کیم جونگ-اون، به مقامی ارشد در حزب حاکم کارگران کره ارتقا یافته و جانشین او شده‌است. کیم پس از مرگ به عنوان دبیرکل ابدی حزب کارگران کره تعیین شد.

## زادروز
اسناد موجود در شوروی نشان می‌دهد که محل تولد کیم جونگ ایل، روستای «ویاتسکو» در نزدیک سیبری در شرق روسیه می‌باشد. ولی منابع رسمی دولت کره شمالی محل تولد جونگ ایل را منطقه کوهستانی بیدو در کره شمالی اعلام کردند و همچنین گفتند که تولد او با ظاهر شدن رنگین کمان بالای کوهستان و تشکیل ستاره جدید در آسمان پیش‌بینی شده بود.

## آموزش
کیم تحصیلات ابتدایی و اصلی خود را بین سپتامبر ۱۹۵۰ تا ۱۹۶۰ گذراند و از مدرسه نمسان پیونگ یانگ که مدرسه مخصوص برای فرزندان حزب کمونیست کره شمالی است، فارغ‌التحصیل شد. او سپس در رشته اقتصاد سیاسی در دانشگاه کیم ایل سونگ دوم تحصیل کرد و در سال ۱۹۶۴ فارغ‌التحصیل شد.

## آغاز کارهای سیاسی

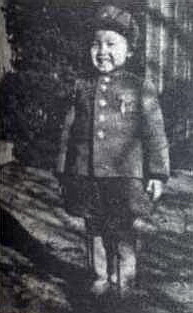

پس از فارغ‌التحصیلی از دانشگاه، جونگ ایل، شروع به ترقی درسلسله مراتب حزب کارگران کره کرد. در سال او به سمت معاونت اداره تبلیغات کره منصوب شد. در دهه ۱۹۸۰ او جزء هفت عضو شورای رهبری کره شمالی شد در این دوره او لقب «رهبر عزیز» را به خود گرفت. در سال ۱۹۹۱ او سمت فرماندهی ارتش کره شمالی را برعهده گرفت. کیم سونگ دوم پدر کیم ایل در سال ۱۹۹۲ تمامی امور داخلی را به او واگذار کرد.

### جانشینی
را جونگ-ییل، رئیس سابق سرویس اطلاعات ملی کره‌جنوبی مدعی شد، کیم ایل سونگ (بنیانگذار کره‌شمالی) پدر وی با توجه به تجربه‌ای که از اتحاد جماهیر شوروی گرفته بود، می‌دانست که اگر روند اصلاحات یا مداخله در سیستمِ ناکارآمد آغاز شود، کل سیستم به صورت اجتناب‌ناپذیری سرنگون می‌شود. او نمی‌توانست چنین چیزی را تحمل کند. همچنین کیم ایل سونگ، از شورش جانشین خود کیم جونگ ایل می‌ترسید. از اینرو سونگ به تمام نزدیکانش یک تپانچه نقره داده بود تا اگر پسرش برای تغییر سیستم کنونی پیونگ‌یانگ تلاش کرد، او را بکشند.
همچنین ادعا شده‌است که کیم جونگ ایل، می‌خواست که به سیستم حکومتی موروثی پایان دهد و نگذارد فرزندش کیم جونگ اون قدرت را به دست گیرد. حتی زمانی که حال او خوب بود، برخی از نزدیکان کیم جونگ ایل پیشنهاد می‌دادند که یکی از فرزندان او به عنوان جانشین معرفی شود اما او حداقل در دو مورد مخالفت کرد. او می‌گفت که منطقی‌ترین حالت این است که کمیته رهبری ۱۰ عضوی منصوب شود و خانواده کیم به صورت نمادین ریاست کند و کنترلی بر امور روزانه کشور نداشته باشد. اما این روند به دلیل مرگ ناگهانی وی در دسامبر ۲۰۱۱ متوقف ماند و کیم جونگ اون به قدرت مطلق رسید.

## رهبری کره شمالی
در سال ۱۹۹۴ پس از مرگ کیم ایل سونگ دوم که رئیس‌جمهور و بنیانگذار کره شمالی بود، هیچ رئیس‌جمهوری جانشین او نشد واو لقب رئیس‌جمهور ابدی را به خود گرفت و سمت ریاست جمهوری برای پاسداشت یاد کیم ایل سونگ غیرفعال شد.
کیم ایل جونگ به‌طور رسمی در سال ۱۹۹۷ به عنوان دبیرکل حزب کمونیست کارگران کره شمالی و رئیس شورای ملی دفاع انتخاب شد.

### اقتصاد
پس از دهه ۱۹۹۰ اقتصاد دولتی کره شمالی به علت ازبین رفتن روابط استراتژیک اقتصادی با شوروی به عنوان بزرگترین شریک تجاری کره شمالی و تیره شدن روابط این کشور با دولت چین، پس از عادی‌سازی روابط (چین-کره جنوبی) دچار مشکل شد. تجربه چند سیل شدید(۱۹۹۵ و ۱۹۹۶) و چند سال خشکسالی (آغاز از ۱۹۹۷) باعث ایجاد قحطی شدیدی در کره شمالی شد و این کشور را در وضعیت بحرانی و بی‌ثبات قرار داد. به‌طوری‌که در نهایت کره شمالی به شدت نیازمند کمک‌های غذایی خارجی شد.
پس از ایجاد این وضعیت، کره شمالی در ابتدا در سطحی محدود اجازه تبادل کالا به صورت تهاتری را داد. در سال ۲۰۰۲ کیم جونگ ایل سیاست‌های اقتصادی مشابه دنگ شیائوپینگ رهبر جمهوری خلق چین را در کره شمالی اجرا کرد.

### شایعه مرگ

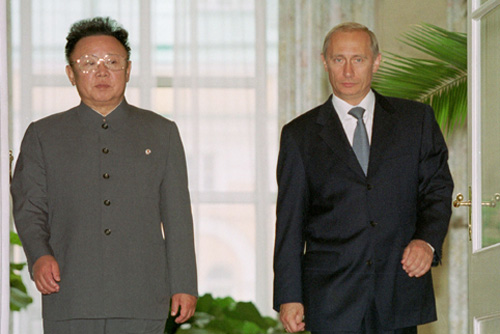
کیم جونگ-ایل در حال دیدار با پوتین در مسکو مربوط به ۴ آگوست ۲۰۰۱.

وی در اوت سال ۲۰۰۸ میلادی دچار سکته قلبی شد و از آن پس در انظار عمومی ظاهر نشد و هم‌زمان شایعاتی مبنی بر مرگ یا وخیم بودن حال وی منتشر شد. مقامات دولتی بر سلامت کامل وی تأکید داشتند و دو عکس از وی منتشر شد ولیکن با اثبات جعلی بودن این عکس‌ها شایعات در این مورد قوت گرفت.

## مرگ

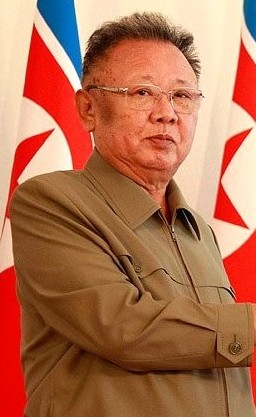

بر پایه اعلام تلویزیون کره شمالی، کیم جونگ ایل در ۱۷م دسامبر ۲۰۱۱ در حین سفری با قطار درگذشت. منابع حکومتی خبر مرگ او را ۲ روز دیرتر در نوزدهم دسامبر اعلام کردند. دلیل مرگ او «کار جسمانی و ذهنی بسیار در راه رهبری در میدان‌ها» اعلام شد. از مدتی پیش از مرگ او، روند انتقال قدرت به پسرش کیم جونگ اون آغاز شده بود.

## زندگی شخصی
- کیم جونگ ایل رهبر کره شمالی یک همسر وسه معشوقه داشت. معشوقه دوم او کو یونگ هی تا زمان مرگ در سال ۲۰۰۴ نقش بانوی اول کره شمالی را داشت.[۱۴]
- کیم جونگ ایل به علت ترس از پرواز با قطار اختصاصی خود به سفر می‌پرداخت.[۱۵]
- کیم جونگ ایل گفته بود که به فیلم علاقه زیادی دارد و مجموعه‌ای متشکل از بیست هزار فیلم دارد و به فیلم‌های جیمز باند علاقه دارد.[۱۶]